# Röttenbach (Erlangen-Höchstadt)
Röttenbach è un comune tedesco di 4 890 abitanti, situato nel land della Baviera.